# Шено, Бернар
Бернар Шено (фр. Bernard Chenot; 20 мая 1909, VI округ Парижа — 5 июня 1995, VI округ Парижа) — французский политик, вице-президент Государственного совета (1971—1978), постоянный секретарь Академии моральных и политических наук (1978—1995).

## Биография
Окончил Свободную школу политических наук, в 1932 году начал профессиональную карьеру в аппарате Государственного совета и продолжил её в период оккупации — был назначен рекетмейстером в 1941 году, с 1943 по 1945 год занимал должность правительственного комиссара в Секции судебных разбирательств. В 1956 году стал членом Госсовета, с 1971 по 1978 год являлся его вице-президентом. В 1959—1961 годах занимал должность министра здравоохранения в правительстве Дебре, в 1961—1962 годах в том же Кабинете состоял министром юстиции. В 1962—1964 годах — член Конституционного совета.
В 1964 году возглавил страховую компанию Compagnie des assurances générales, которая в период его руководства была реорганизована в Assurances générales de France (AGF).
С 1976 года состоял в Академии моральных и политических наук, в 1978 году занял кресло её постоянного секретаря.
Некоторое время работал во Французском институте административных наук.
В 1934 году Шено женился на Клели Шмит (Clelie Schmit), в их семье было трое детей — сын и две дочери. Скончался в Париже 5 июня 1995 года.

## Публикации
- Droit public économique (1947)
- Organisation économique de l'État (1951)
- Les Institutions administratives étrangères et la vie administrative à l'étranger (1955)
- Les entreprises nationalisées (1956)
- Être ministre (1967)
- Notice sur la vie et les travaux de Louis Gabriel-Robinet (1909—1975) (1977)
- Actualité de Chateaubriand (1978)
- Philosophie des nationalisations françaises (1979)
- L’Institution présidentielle (1980)
- Un Saint-Simonien dans les Landes, Pierre Euryale Cazeaux (1981)
- Des Idées politiques de Platon 1983 (1983)
- Le Référendum dans les institutions françaises (1984)
- Le Conseil constitutionnel, 1958—1985 (1985)
- Morgane (1985) — grand prix de poésie de l’Académie française 1986
- La Croix rouge internationale (1986)
- Chateaubriand et les bruits de la mer (1987)
- Balises (1988)
- Le Conseil d’Etat dans les tempêtes de l’histoire (1988)
- Le conseil économique, un lieu de rencontres (1989)
- Un encyclopédiste méconnu, Monzie (1876—1947) (1990)
- Deux histoires parallèles, nos académies, le rôle politique des femmes (1991)
- Politique et morale chez Sophie de Ségur née Rostopchines (1992)
- La Fontaine philosophe, moraliste, politique (1993)
- Se souvenir du général de Gaulle (1994)